# Esztergomi emléktáblák listája
Az Esztergom területén fellelhető emléktáblák galériája.
| Kép | Leírás | Hely                                                                                             |
| --- | --- | ------------------------------------------------------------------------------------------------ |
|     | Somogyi Károly, kanonok | Miklósffy-kápolna, Szentgyörgymezői temető                                                       |
|     | Miklósffy András emlékére, Miklósffy-kápolna építéséről | Miklósffy-kápolna, Szentgyörgymezői temető                                                       |
|     | A kápolna felújítása 2007-2013 | Miklósffy-kápolna, Szentgyörgymezői temető                                                       |
|     | Aggok kórházának temploma | Kossuth Lajos utca 62, Dóczy-ház                                                                 |
|     | Balassa Bálint megsebesülésének helyét jelző tábla | Kis-Duna sétány és Katona István u sarka                                                         |
|     | Róm Kath Főgymnasium építési felirata 1900 | Főapát köz, egykori bencés gimnázium                                                             |
|     | Szent István és Szent Imre | Főapát köz, egykori bencés gimnázium                                                             |
|     | Berényi Zsigmond, városi tisztiorvos | Korábban a Berényi Zsigmond, 2000-től a Vörösmarty utcában                                       |
|     | A Berényi-tábla áthelyezéséről | Vörösmarty u, Berényi Zsigmond egykori lakóházán                                                 |
|     | Bottyán János halálának 250. évfordulójára | Széchenyi tér 1, Városháza                                                                       |
|     | Mária Terézia emlékére, a városháza bővítésére adott pénzért | Széchenyi tér 1, Városháza                                                                       |
|     | Baross Gábor bencés gimnáziumban eltöltött éveinek emlékére | Széchenyi tér 1, Városháza                                                                       |
|     | 1956 emlékére | Széchenyi tér 1, Városháza                                                                       |
|     | A Bottyán-palota története | Széchenyi tér 1, Városháza                                                                       |
|     | A romantikus stílusú Müller-házról | Széchenyi tér 3., posta                                                                          |
|     | Kora eklektikus stílusú lakóház építéséről | Széchenyi tér 5.                                                                                 |
|     | A barokk Gróh-ház építéséről | Széchenyi tér 7.                                                                                 |
|     | 1848 emlékére (Besze János városi nemzetőr parancsnok házának) falán, 2006-ig önálló talapzaton a tér közepén) | A Széchenyi tér 10.                                                                              |
|     | A Katholikus Kör emléktáblája | A Széchenyi tér 10.                                                                              |
|     | A klasszicista Frey-ház építéséről | Széchenyi tér 12.                                                                                |
|     | A Széchenyi tér 13 alatti klasszicista lakóház építéséről | Széchenyi tér 13.                                                                                |
|     | A Pozzi-ház építéséről | Széchenyi tér 15.                                                                                |
|     | A Széchenyi tér 19 alatti klasszicista lakóház építéséről | Széchenyi tér 19.                                                                                |
|     | A Hild József-féle Takarékpénztári palota épületéről | Széchenyi tér 21.                                                                                |
|     | A Királyi Járásbíróság megnyitásának 100. évfordulója | Széchenyi tér 22, a bíróság                                                                      |
|     | A bíróság épületének felújításáról | Széchenyi tér 22, a bíróság                                                                      |
|     | „Ezen a helyen állt a középkori Esztergom Királyi Város híres nagy épülete, a Szennye-palota, az Árpád-kori pénzverő kamara pénzverde háza. Egy régi helyi néphagyomány szerint a palota udvarán volt kút vizével keresztelték meg Szent István királyt” | Széchenyi tér 22, a bíróság                                                                      |
|     | Lampich Árpád sportrepülő világbajnok, repülőgéptervező | Széchenyi tér 24, Kollár-ház                                                                     |
|     | A Kollár-ház építéséről. Az emléktáblán tévesen Koller-háznak írták az épület nevét. | Széchenyi tér 24, Kollár-ház                                                                     |
|     | Katona Sándor, az Esztergomi Nemzeti Tanács elnöke és szervezője | Széchenyi tér                                                                                    |
|     | A Rudolf-ház építéséről | Az Rudolf-ház Kossuth utcai homlokzata                                                           |
|     | Latin nyelvű emléktábla | Erzsébet park, vízivárosi várfalban                                                              |
|     | A Heischmann-ház építéséről | Bajcsy-Zsilinszky Endre u 1.                                                                     |
|     | Katona István történetíró lakóháza, felavatva: 1932. december 18. | Katona István utca                                                                               |
|     | Itt látták vendégül Petőfi Sándort 1846-ban | Kossuth Lajos u 21.                                                                              |
|     | Lahner György tábornok | Lahner György és Honvéd utca sarka                                                               |
|     | A középkori Lőrinc-kapu helye | Rákóczi tér, „Háromszerecsen ház”                                                                |
|     | A Macskaút újjáépítéséről | A feljáró alján, a Berényi Zsigmond utcában, illetve a végén, a várban                           |
|     | A Macskaút újjáépítéséről | A feljáró alján, a Berényi Zsigmond utcában, illetve a végén, a várban                           |
|     | A Mat(t)yasovszky-ház építéséről | Bottyán János utca 9                                                                             |
|     | A Millenniumi Emlékpark alapításáról | 48-as katonai temető, Szentgyörgymező                                                            |
|     | Mindszenty József elhurcolásáról | Prímási palota                                                                                   |
|     | Oltósy Pál, a 48-as szabadságharc századosa | Szentgyörgymező, 48-as tér 6.                                                                    |
|     | Prokopp János, építész | a Kossuth és a Sissay utcák sarkán                                                               |
|     | Rudinai Molnár István, Európai hírű szőlész, borász | Kossuth Lajos utca 52.                                                                           |
|     | Egykori Szent Anna templom és kolostor | Rákóczi tér 9.                                                                                   |
|     | Simor János emléktáblája | Prímási palota kerítése az Erzsébet park felé                                                    |
|     | Szent István emlékfák, István halálának 1000. évfordulóján | Önálló talapzaton a Gesztenye fasoron, a Kossuth híd közelében                                   |
|     | A Sétahely-szépítő Egyesület táblája a sétány kialakításáról | Kis-Duna sétány és a Katona István utca sarkán                                                   |
|     | Az 1956-os forradalom emlékére | A Sötétkapu déli bejáratánál                                                                     |
|     | A Vak Bottyán Nép Kollégium épülete | Kossuth Lajos u 65.                                                                              |
|     | IX. Ince pápa, Magyarország török alóli felszabadításának emlékére | Berényi Zsigmond utca 1.                                                                         |
|     | A Testnevelési Gimnázium megnyitásáról | A Temesvári Pelbárt Ferences Gimnázium IV. Béla király utcai bejáratánál                         |
|     | A ferences rendházban működő hadikórház emlékére | A Temesvári Pelbárt Ferences Gimnázium IV. Béla király utcai bejáratánál                         |
|     | A ferences rendház építéséről | Bottyán János utcai bejárat mellett                                                              |
|     | II. Rákóczi Ferenc a vár elfoglalása után ezen a helyen pihent meg | Prímás-sziget északi csúcsa, az országzászló talapzatán                                          |
|     | állították 1936-ban, eltávolították 1948-ban, majd pótolták 2012. július 20-án | Prímás-sziget északi csúcsa, az országzászló talapzatán                                          |
|     | A régi Petői Filmszínház emlékére | A „Régi mozi” épületének Petőfi utcai homlokzata                                                 |
|     | A régi prímási palotára emlékező tábla | Berényi Zsigmond utca 1.                                                                         |
|     | A régi vármegyeháza | Pázmány Péter utca 13, a Balassa Bálint Múzeum épülete                                           |
|     | A tanítóképzés 1842-es beindításáról | Vörösmarty u 14, az Imaház utca sarkán                                                           |
|     | A Mária Valéria híd vámszedőházának felújítására | Vámszedőház, Táncsics Mihály u, a Mária Valéria híd hídfőjénél                                   |
|     | Dobosi Tivadar építőmérnök | Vámszedőház, Táncsics Mihály u, a Mária Valéria híd hídfőjénél                                   |
|     | Copf stílusú lakóház építéséről | A Balassa Bálint Múzeum épületén, a Vízivárosban                                                 |
|     | Ferences templom és kolostor emlékére | Vízivárosi zárdatemplomon                                                                        |
|     | Dr. Schwarz-Eggenhofer Artur | Vízivárosi zárdatemplomon                                                                        |
|     | A második világháborúban elhurcolt zsidó lakosság emlékére | Zsinagóga, Imaház utca 2                                                                         |
|     | Az almásfüzitői vasútvonal fennállásának 100. évfordulójára | Esztergom vasútállomás                                                                           |
|     | A budapesti vasútvonal fennállásának 100. évfordulójára | Esztergom vasútállomás                                                                           |
|     | Baross Gábor, a vasminiszter (aki a városban érettségizett) | Esztergom vasútállomás                                                                           |
|     | Bády István, Szentgyörgymezői születésű polgármester emléktáblája | Szentgyörgymezői Olvasókör, 48-as tér felőli homlokzat                                           |
|     | dr. Feichtinger Sándor, városi főorvos, bankigazgató, iskolaigazgató, botanikus | Szentgyörgymezői Olvasókör, 48-as tér felőli homlokzat                                           |
|     | Az olvasókör fennállásának 110. évfordulójára | Szentgyörgymezői Olvasókör, 48-as tér felőli homlokzat                                           |
|     | A második világháború szentgyörgymezői civil áldozatainak emlékére. | A 48-as téren önálló talapzaton, a templom tövében                                               |
|     | A 14. honvéd gyalogezrednek | Kis-Duna sétány, a Hévízi erőd falán                                                             |
|     | A 14. honvéd gyalogezrednek | Kis-Duna sétány, a Hévízi erőd falán                                                             |
|     | A 14. honvéd gyalogezrednek | Kis-Duna sétány, a Hévízi erőd falán                                                             |
|     | Romantikus stílusú lakóház építéséről | Bajcsy-Zsilinszky utca 24.                                                                       |
|     | A romantikus stílusú Wimmer-ház építéséről | Bajcsy-Zsilinszky utca 22.                                                                       |
|     | Romantikus stílusú lakóház építéséről | Bajcsy-Zsilinszky utca 45.                                                                       |
|     | A Belvárosi Óvoda fennállásának 100. évfordulójára | Bottyán János utca                                                                               |
|     | Babits Mihály emléktáblája | A Babits Mihály Általános Iskolában                                                              |
|     | A Bottyán híd építéséről | Bottyán híd Kis-Duna sétányi hídfőn                                                              |
|     | Kora eklektikus lakóház építéséről | Bottyán János utca                                                                               |
|     | Csepreghy Ferenc színműíró háza, a tábla felavatva: 1944. június 24. | Deák Ferenc utca 10.                                                                             |
|     | Bányai Kornél költő esztergomi éveinek emlékére | Esztergom-Kertváros, Féja Géza Közösségi Ház                                                     |
|     | Az egykori Káptalan-ház épületének építéséről | Duna Múzeum falán                                                                                |
|     | Itt őrizték Esztergom vármegye és a város nemesei a Szent Koronát | Duna Múzeum falán                                                                                |
|     | Az Első Magyar Általános Biztosító Társaság egykori épülete | Petőfi u 4.                                                                                      |
|     | Etter Jenő polgármester háza | Víziváros, Pázmány Péter utca                                                                    |
|     | A ferences templom építéséről | Ferences templom, Bottyán János utca                                                             |
|     | Kozma Miklósné Hutora Márta és Kovács Etelka emlékére | Ferences templom, Bottyán János utca                                                             |
|     | Homor Kálmán, mérnök emléktáblája | A Mária Valéria híd tövében a Nagy-Duna parton, önálló talapzaton                                |
|     | IV. Béla temetkezésének helyéről | IV. Béla király utca és Bottyán u sarkán, a Sándor-palotával átellenben                          |
|     | Az Ószeminárium felújításáról | Ószeminárium, Szent István tér                                                                   |
|     | Magyar és szlovák nyelvű tábla annak emlékére, hogy Rudnay Sándor az ország egyházi központját Esztergomba visszahelyezte | Kerektemplom                                                                                     |
|     | A templom felszentelőjéről, Kohl Medárdról | Kerektemplom                                                                                     |
|     | A világháborús sérülések helyreállításáról | Kerektemplom                                                                                     |
|     | Díszítette Számord Ignácz lelkészkedése alatt a jótevők adományaiból ifj Storno Ferencz – 1901 – E táblát felajánlották a hálás hívek | Kerektemplom                                                                                     |
|     | A templomot építtető Rudnay és a helyreállító Vaszary prímások emlékére | Kerektemplom                                                                                     |
|     | Bayler István, a templom első plébánosának emlékére | Kerektemplom                                                                                     |
|     | Német nyelvű tábla | Kerektemplom                                                                                     |
|     | A templom plébánosai | Kerektemplom                                                                                     |
|     | A templom lelkészei 1935-ig | Kerektemplom                                                                                     |
|     | A Kolping építéséről és felújításáról | Kolping Szakoktatási Intézet, Petőfi Sándor utca                                                 |
|     | Ora Et Labora, Imádkozzál és Dolgozzál | Kolping Szakoktatási Intézet, Petőfi Sándor utca                                                 |
|     | A 2. világháború után kitelepített németek emlékére | Kolping Szakoktatási Intézet, Petőfi Sándor utca                                                 |
|     | A Mária Valéria híd építéséről | Mária Valéria híd esztergomi hídfője                                                             |
|     | Vaszary Kolos lemond az érsekség vámszedései jogáról a híd érdekében | Mária Valéria híd esztergomi hídfője                                                             |
|     | A Duna-híd újjáépítésének emlékére | Mária Valéria híd esztergomi hídfője                                                             |
|     | A bal oldali, újjáépítést jelző tábla | Mária Valéria híd esztergomi hídfője                                                             |
|     | A jobb oldali, újjáépítést jelző tábla | Mária Valéria híd esztergomi hídfője                                                             |
|     | A híd újjáépítésében részt vevő vállalkozások emléktáblája | Mária Valéria híd esztergomi hídfője                                                             |
|     | A Mindszenty Iskola története | Mindszenty József Katolikus Általános Iskola fala                                                |
|     | A barokk Obermayer-ház (polgármesteri lakás) építéséről | Deák Ferenc utca, Széchenyi tér sarka                                                            |
|     | Petőfi születésének 150. évfordulójáról és a város ezeréves fennállásáról | Petőfi Sándor Általános Iskola épülete                                                           |
|     | Prohászka Ottokár emlékére | Belvárosi plébániaház, Bottyán János utca és a IV. Béla király utca sarkán                       |
|     | Sobieski János halálának 300. évfordulójára | Erzsébet park, a Sobieski emlékmű hátán                                                          |
|     | A Sötétkapu építéséről, Rudnay Sándor emlékére | Sötétkapu déli bejárata fölött                                                                   |
|     | A Szent Imre Gimnázium egykori helye | Egykori Szent Imre Gimnázium, Deák Ferenc utca. Ma Komárom-Esztergom Megyei Levéltár „C” épülete |
|     | A Szent Imre Gimnázium első világháborúban meghalt diákjai | Egykori Szent Imre Gimnázium, Deák Ferenc utca. Ma Komárom-Esztergom Megyei Levéltár „C” épülete |
|     | A Szent Imre Gimnázium második világháborúban meghalt diákjai | Egykori Szent Imre Gimnázium, Deák Ferenc utca. Ma Komárom-Esztergom Megyei Levéltár „C” épülete |
|     | A templom festéséről | A Szent György-plébániatemplomban                                                                |
|     | A harangszentelés emlékére | A Szent György-plébániatemplomban                                                                |
|     | A templom toronyórája | A Szent György-plébániatemplomban                                                                |
|     | Temesvári Pelbárt emlékére | Ferences gimnázium és rendház falán                                                              |
|     | A Zöld Óvoda fennállásának 50. évfordulójára | Deák Ferenc utca 48.                                                                             |
|     | A Zöld Óvoda fennállásának 65. évfordulójára | Deák Ferenc utca 48.                                                                             |
|     | Esztergom Város Elektromos Műve itt kezdte meg működését | Budai Nagy Antal utca                                                                            |
|     | Az 1956. október 26-án életüket vesztett forradalmárok emlékére | Sötétkapu északi bejárata, korábban az alagút belsejében                                         |
|     | Semmelweis Ignác emléktáblája, állítva 2016-ban az 1982-ben állított tábla helyén | Semmelweis utca 2.                                                                               |
|     | Varsányi Ignác emléktáblája | Vaskapui menedékház                                                                              |
|     | A vaskapui menedékház építéséről | Vaskapui menedékház                                                                              |
|     | Az MTE esztergomi csoportjának újjáalakulásáról | Vaskapui menedékház                                                                              |
|     | Brilli Gyula, a vaskapui menedékház alapítója | Vaskapui menedékház                                                                              |
|     | I. Szulejmán arab betűs győzelmi táblája | Az Özicseli Hadzsi Ibrahim-dzsámi Erzsébet park felőli oldalán, a városfalban                    |
|     | A zsidóüldözés áldozatainak emléktáblája, a halottak névsorával | A Petőfi utcai zsidó temetőben                                                                   |
|     | A zsidóüldözés áldozatainak emléktáblája, a halottak névsorával | A Petőfi utcai zsidó temetőben                                                                   |
|     | A zsidóüldözés áldozatainak emléktáblája, a halottak névsorával | A Petőfi utcai zsidó temetőben                                                                   |
|     | A zsidóüldözés áldozatainak emléktáblája, a halottak névsorával | A Petőfi utcai zsidó temetőben                                                                   |
|     | A zsidóüldözés áldozatainak emléktáblája, a halottak névsorával | A Petőfi utcai zsidó temetőben                                                                   |
|     | Kőrösy László emlékére | Szent István tér, a Kőrösy Kollégium folyosója                                                   |
|     | Az intézet hősi halált halt növendékei. A táblát Dr. Lepold Antal adományozta, a dombormű Manno Miltiadesz munkája | Az egyetem épületében                                                                            |
|     | Csernoch János és Klebelsberg Kunó emlékére | Az egyetem épületében                                                                            |
|     | 100 éves az óvónőképzés | Az egyetem épületében                                                                            |
|     | 150 éves a tanítónőképzés | Az egyetem épületében                                                                            |
|     | „Akik a múlt igazságtalanságai miatt értünk is szenvedtek” | Az egyetem épületében                                                                            |
|     | In memoriam Simon Gyula | Az egyetem épületében                                                                            |
|     | Esztergom vár rekonstrukció 1997–2000 | Vármúzeum belső udvara                                                                           |
|     | Vitéz János emléktábla, leleplezve 2009. május 13-án | Vármúzeum belső udvara                                                                           |
|     | Géza nagyfejedelem emléktáblája | Vármúzeum belső udvara                                                                           |
|     | Regiomontanus esztergomi munkásságának emlékére | Vármúzeum belső udvara                                                                           |
|     | Latin nyelvű emléktábla a várban | Vármúzeum belső udvara                                                                           |
|     | „Az Árpád-házi királyok esztergomi palotájának feltárója Lepold Antal” | Vármúzeum                                                                                        |
|     | A Várkápolna felújításáról | Vármúzeum                                                                                        |
|     | „Itt vezényelte Liszt Ferenc 1856 aug. 31-én a bazilika felszentelésére írt Esztergomi misét” | Bazilika                                                                                         |
|     | Ferenc József látogatásának emlékét őrző tábla (a kilátó-körfolyosóján) | Bazilika                                                                                         |
|     | Bajorországi Gizella és István esküvőjének ezredik évfordulója | Bazilika                                                                                         |
|     | Szent Adalbert halálának 1000. évfordulójára | Bazilika                                                                                         |
|     | Mindszenty és II. János Pál pápa | Bazilika                                                                                         |
|     | Latin nyelvű márványtábla | Bazilika                                                                                         |
|     | Lengyel és magyar nyelvű emléktábla a lengyel menekültek befogadásáról | Bazilika                                                                                         |
|     | Simor János emléktáblája | Bazilika                                                                                         |
|     | II. János Pál pápa emléktáblája | Bazilika                                                                                         |
|     | Szt. István koronázása és keresztelése | Bazilika                                                                                         |
|     | Szent Kinga | Bazilika                                                                                         |
|     | Csodatévő Rilai Szent János. Kétnyelvű emléktábla a bolgár-magyar barátság tiszteletére, felavatva 2016. október 19. | Bazilika                                                                                         |
|     | Emléktáblák a Bakócz-kápolnában | Bazilika                                                                                         |
|     | | Bazilika                                                                                         |
|     | „Alapította és építtette bíbornok herczeg prímás Simor János 1886.” | Szent Rita Fogyatékos Otthon, Szentgyörgymező, Dessewffy Arisztid utca 20.                       |
|     | Sobieski latin nyelvű emléktáblája | Vármúzeum, Lipót-terasz                                                                          |
|     | A magyar állam megalakulásának helyszíne | Szent István tér, a bazilikától északra önálló talapzaton                                        |
|     | A Szent István vértanú-templom, Vajk szülőhelye | Szent István tér, a bazilikától északra önálló talapzaton                                        |
|     | Kollár György festőművész, 1950-1992 | Szentgyörgymező, Dózsa György tér                                                                |
|     | A Csurgó-kút újjáépítéséről | Csurgó-kút (külterület)                                                                          |
|     | Benedek Endre bányamérnök emlékére | A Sátorkőpusztai-barlangban                                                                      |
|     | A barlang felfedezőinek emléktáblája | A Sátorkőpusztai-barlangban                                                                      |
|     | A barlang feltáróinak emléktáblája | A Sátorkőpusztai-barlangban                                                                      |
|     | Emléktábla a Kórház-kápolna falán | Vaszary Kolos Kórház                                                                             |
|     | A Kolos Kórház alapítására adományozók névsora | Vaszary Kolos Kórház                                                                             |
|     | Esztergom szab. kir. város Kolos Kórházának alapításáról, illetve a kórház záróköve | Vaszary Kolos Kórház                                                                             |
|     | A kórház 1998-as felújításakor elhelyezett zárókő | Vaszary Kolos Kórház                                                                             |
|     | A szülészet-nőgyógyászat felújításának támogatói | Vaszary Kolos Kórház                                                                             |
|     | „Az 1956. október 26-ától a sötétkapui sortűz napjától áldozatos hivatástudattal teljesített életmentő szolgálat emlékére. Tiszteletadásul a kórház és a mentőállomás dolgozóinak, az intézményi munkástanácsnak, a későbbi megtorlások elszenvedőinek – 1993. október 26 Esztergom város közönsége, Vaszary Kolos Kórház Történelmi Igazságtételi bizottság” | Vaszary Kolos Kórház                                                                             |
|     | Ezen a helyen állt a Dorogi szénmedence utolsó bányájának vízaknája 1983-2004 | A Dobogókői út mentén, a Méhes-völgyben, Esztergom és Pilisszentlélek között félúton             |
|     | A Missió-kápolna építéséről | A belvárosi temető ravatalozó kápolnájának homlokzatán                                           |
|     | Molnár Gyula templomépítő és gyülekezetvezető emlékére | A Simor János utcai evangélikus templomon                                                        |
|     | Millenniumi emlékfa a református templom kertjében | Petőfi Sándor utca és a Siszler utca sarkán álló fán                                             |
|     | Rudnay Sándor | Berényi Zsigmond utca 5 bejárata fölött                                                          |
|     | Babits Mihály itt tartotta székfoglaló előadását a Balassa Bálint Társaság tiszteletbeli tagjaként | Bottyán János Technikum                                                                          |
|     | A Bottyán János Gimnázium és műszaki Középiskola fennállásának 50. évfordulója | Bottyán János Technikum                                                                          |
|     | Einczinger Ferenc | Kis-Duna sétány 12.                                                                              |
|     | Vak Bottyán szobrának felújításáról | Géza Fejedelem Ipari Szakképző Iskola udvara                                                     |
|     | Zsolt Nándor zeneszerző háza | Simor János utca 21.                                                                             |
|     | Műemléki kolostorrom | Pilisszentléleki pálos kolostor                                                                  |
|     | Czuczai János iparművész emlékének | A Mindszenty téri kúton                                                                          |
|     | Hell József Károly | Oktáv épület, Esztergom-Kertváros                                                                |
|     | Balogh Péter iskolaigazgató emlékére, 2009. július 2. | Oktáv épület, Esztergom-Kertváros                                                                |
|     | A Sándor-palota épületéről | Jókai u. 1.                                                                                      |
|     | Piszke és Vidéke | Vörösmarty utca 7. udvara                                                                        |
|     | „Pázmány Péter népének jó pásztora, a magyar nyelv mestere, a szlovák nyelv mécénása” – Kétnyelvű tábla, állítva 1987-ben | Szentlélek-templom fala                                                                          |
|     | Rudnay Sándor emléktáblája: „A nagy magyar egyházfőnek és államférfinak” – Kétnyelvű tábla, állítva 2001-ben | Szentlélek-templom fala                                                                          |
|     | Emléktábla a Klotz József által tervezett napóra állításáról, 2009 szeptember | Szenttamás, Szent István lépcső fala, a napóra mellett                                           |
|     | Zöld Zóna-fa | A „Pöttyös téren”, önálló talapzaton                                                             |
|     | Révész Béla 1876-1944 | A Kolping Szálló épületén, a Nagy-Duna sétányon                                                  |
|     | Polló Károly és Lázár Péter emléktáblája | A Szent István Strandfürdő öltözősorán                                                           |
|     | A második világháborúban meghalt diákok és tanárok névsora | Ferences rendház és gimnázium épülete                                                            |
|     | P. Nagy Sándor Arisztid | Ferences rendház és gimnázium épülete                                                            |
|     | P. Hajdu Antal | Ferences rendház és gimnázium épülete                                                            |
|     | Emléktábla a Dobó Katalin Gimnázium építéséről | Dobó Katalin Gimnázium                                                                           |
|     | „Esztergom szabad királyi város közönsége a világháborúban elesett hőseinek” | Hősök terei emlékművön                                                                           |
|     | „Esztergom szabad királyi város közönsége a világháborúban elesett hőseinek” | Hősök terei emlékművön                                                                           |
|     | „Esztergom szabad királyi város közönsége a világháborúban elesett hőseinek” | Hősök terei emlékművön                                                                           |
|     | A Mattyasovszky kereszt állításáról | Hévízi erőd fala                                                                                 |
|     | Az SZTK építéséről | Az SZTK épülete                                                                                  |
|     | Az iskola felállításának 25. évfordulójakor ültetett fa | Babits (Somogyi) Iskola udvara                                                                   |
|     | Németh László, író, kritikus, drámaíró | Esztergom-Kertváros, Sátorkőn                                                                    |
|     | Rubik Ernő | repülőtér, Grante                                                                                |
|     | Borbély Zoltán rendőr hadnagy (felavatva 2010. február 11.) | Rendőrkapitányság épülete                                                                        |
|     | A dzsámi felújításáról, állítva 2010 | Berényi Zsigmond utca 18.                                                                        |
|     | Az Esztergom környékén meghalt német katonák emlékére | A Belvárosi Temetőben                                                                            |
|     | A Szentgyörgymezői Olvasókör választmánya 1910-ben | Szentgyörgymezői Olvasókörben                                                                    |
|     | A Honvéd temető rendbetételéről | Szentgyörgymezői 48-as temető                                                                    |
|     | Hagelmayer István | Balassa-iskola                                                                                   |
|     | André Kertész (Felavatva a Strandfürdő centenáriumán, 2012. május 12-én, ahol a művész a Víz alatt úszó c. képét készítette) | Szent István Strandfürdő                                                                         |
|     | „Kis gyermekem csak nézzél szerteszét éretted van itt minden, ami szép.” (Várnai Zseni) | Esztergom-Kertváros, Kolozsvári út 18.                                                           |
|     | 50 éves a Kertvárosi Óvoda | Esztergom-Kertváros, Kolozsvári út 18.                                                           |
|     | Az Ehingen által adományozott Sisi-szobor talapzatán | Kis-Duna sétány, Erzsébet park bejárata                                                          |
|     | Bordács András emlékére | Esztergom, Fekete-hegy, Sasfészek turistaház                                                     |
|     | Szabó István hegymászó emlékére | Esztergom, Fekete-hegy, Sasfészek turistaház                                                     |
|     | A turistaház avatásának 45., újjáépítésének 30. évfordulójára | Esztergom, Fekete-hegy, Sasfészek turistaház                                                     |
|     | Kovács János turista emlékére | Esztergom, Fekete-hegy, Sasfészek turistaház                                                     |
|     | Berda József emlékére | Esztergom, Fekete-hegy, Sasfészek turistaház                                                     |
|     | A ház gondnokának, Gizi néninek emlékére | Esztergom, Fekete-hegy, Sasfészek turistaház                                                     |
|     | A székház újjáépítése 1977-78 | IPOSZ, Simor János utca 17.                                                                      |
|     | Az I. világháborúban elesett esztergomi iparosok | IPOSZ, Simor János utca 17.                                                                      |
|     | Az iparosok szervezetbe tömörülésének 100. évfordulója | IPOSZ, Simor János utca 17.                                                                      |
|     | 100 éves a szakmunkásképzés Esztergomban | IPOSZ, Simor János utca 17.                                                                      |
|     | Sárhegyi Béla | IPOSZ, Simor János utca 17.                                                                      |
|     | Zele András | IPOSZ, Simor János utca 17.                                                                      |
|     | Heydrich Ervin | IPOSZ, Simor János utca 17.                                                                      |
|     | Lehner Károly | IPOSZ, Simor János utca 17.                                                                      |
|     | Karagics István | IPOSZ, Simor János utca 17.                                                                      |
|     | Király László | IPOSZ, Simor János utca 17.                                                                      |
|     | 130 éves az Esztergomi Ipartestület 1886-2016 | IPOSZ, Simor János utca 17.                                                                      |
|     | Cséfalvay Pál emléktáblája | Keresztény Múzeum                                                                                |
|     | Az intézmény fennállásának 50. évfordulója 1952‑2002 | Esztergomi gyermekotthon, Budai Nagy Antal u 28.                                                 |
|     | Becket Tamás angol és magyar nyelvű emléktáblája | Szenttamás, Fájdalmas Szűz-kápolna                                                               |
|     | Becket Tamás angol és magyar nyelvű emléktáblája | Szenttamás, Fájdalmas Szűz-kápolna                                                               |
|     | A pilisszentléleki óvoda fennállásának 100. évfordulója (2012) | Pilisszentlélek                                                                                  |
|     | Benkő M. Szeréna tartományfőnök, az iskola alapítója | Szent Erzsébet Iskola                                                                            |
|     | Az 1994-es egyházmegyei zsinat emlékére | Vízivárosi plébániatemplom                                                                       |
|     | A SZIM Marógépgyár építőközössége | Táti úti házsoron                                                                                |
|     | Szobi Tibor sakkozó (felavatva 2013. június 1.) | Klapka György tér 2.                                                                             |
|     | Patonay János (felavatva 2013. május 28.) | Deák Ferenc u. 13.                                                                               |
|     | Kövecs Gergő tűzoltó hadnagy (felavatva 2014. június 1.) kép | Tűzoltóság, Baross Gábor u. 30.                                                                  |
|     | 150 éves az esztergomi Tűzoltóság. Felavatva 2018 májusa | Tűzoltóság, Baross Gábor u. 30.                                                                  |
|     | Meszéna Jolán emléktáblája (felavatva 2014. március 29.) | Bottyán János utca, Meszéna-ház                                                                  |
|     | Az esztergomi Babits-kutatók emléktáblája (Állította a Babits Mihály Emlékbizottság 2016 novemberében) | Babits Mihály emlékház, Babits Mihály utca 11.                                                   |
|     | Az esztergomi erdészeti szakiskola emléktáblája | Erzsébet királyné utca–Meszéna utca sarka                                                        |
|     | A védőnői szolgálat fennállásának 100. évfordulója | Simor János utca, Védőnői szolgálat irodája                                                      |
|     | Az Ákos nemzetség palotájának köveiből épült oszlopok (1893) | Búbánatvölgy-Kerektó                                                                             |
|     | Magyar Természetjárók Egyesületének Esztergomi Osztálya, Fári-kút 1932 | Fárikút                                                                                          |
|     | Emlékoszlop: „Esztergomi Erdész Iskola 1924-1950” | Erzsébet királyné utca                                                                           |
|     | Esztergom erdész fasor, ültetve 1985, a magyarországi erdész oktatás 100. évében | Erzsébet királyné utca                                                                           |
|     | Bubik István, az esztergomi ferences gimnázium tanulója volt. Az emléktáblát 2018. április 21-én avatták fel. | Bubik István utca                                                                                |
|     | Vígh Tamás Városalapító szobrának 2018-as felújításakor avatott emléktábla | Várhegy                                                                                          |
|     | Márai Sándor emléktáblája a róla elnevezett közben | Szentgyörgymező, Márai Sándor köz                                                                |
|     | A rekord 2013-as árvíz szintjét jelző tábla | Zsolt Nándor Zeneiskola, Gesztenye fasor 1.                                                      |
|     | Reményi Károly zenetanár, karnagy | Zsolt Nándor Zeneiskola, Gesztenye fasor 1.                                                      |
|     | Zsolt Nándor zeneszerző | Zsolt Nándor Zeneiskola, Gesztenye fasor 1.                                                      |
|     | A diósvölgyi barokk híd 1788-1959 | Diósvölgy, a forrás mellett                                                                      |
|     | Bajor Ágost festőművész | A református templommal szemben, a Malonyai és a Petőfi utcák sarkán                             |
|     | Dr. Zeőke Szőke Pál főispán, felavatva 2021 | Deák Ferenc utca 4., volt vármegyeháza                                                           |
|     | Kossuth Lajos domborműve a Fürdő Szálló falán. Martsa István alkotása, helyreállítva 2021-ben | Fürdő Szálló, Bajcsy Zsilinszky Endre utca 14.                                                   |
|     | Tamás József, a madéfalvi Siculicidium-emlékmű építész-tervezőjének emléktáblája, felavatva 2022 | Arany János utca                                                                                 |
|     | Tamás József emléktáblája a sírján | Belvárosi temető                                                                                 |
|     | Az Esztergom-környéki roma deportáltak emléktáblája, 2019 | Esztergom-kertvárosi Szent István király templom, Damjanich János út 77.                         |
|     | Kalkuttai Szent Teréz fekete gránit emléktáblája, felavatva 2024. szeptember 5-én | Esztergom-kertvárosi Szent István király templom, Damjanich János út 77.                         |
|     | Prof. Dr. Leel-Őssy Lóránt emléktáblája, egykori lakhelyén | Dobozi M. u. 14/A.                                                                               |

## Az1838-as árvízemlékére állított árvízszintet jelző táblák
| Kép | Hely                                                | Nyelv         |
| --- | --------------------------------------------------- | ------------- |
|     | Mikszáth Kálmán utca 7.                             | Magyar        |
|     | Jókai utca 58.                                      | Magyar, német |
|     | Mikszáth Kálmán utca 16.                            | Magyar        |
|     | Gran Tours épülete, Széchenyi tér                   | Magyar        |
|     | Deák Ferenc utca 16.                                | Magyar        |
|     | Széchenyi tér 10.                                   | Magyar        |
|     | Öregtemplom, Pór Antal tér                          | Magyar        |
|     | Deák Ferenc utca 34.                                | Magyar        |
|     | Városháza nyugati oldala                            | Magyar        |
|     | Vármegyeháza, Bottyán János utcai homlokzat         | Magyar        |
|     | Rudnay Sándor tér 26.                               | Magyar        |
|     | A Terézia úti Szegényházi kápolna lábazatán         | Magyar        |
|     | Kossuth Lajos utca 58.                              | Német         |
|     | Deák Ferenc utca páros oldala, a „Tökház” közelében | Német         |
|     | Ferences rendház és gimnázium ebédlője              | Magyar        |
|     | Bajcsy-Zsilinszky Endre út 1. kapualjában           | Német         |

## Már nem látható emléktáblák
| Kép | Leírás                                            | Hely |
| --- | ------------------------------------------------- | --- |
|     | Tölgyessy István kéményseprő háza                 | Kölcsey utca-Petőfi utca sarka. Az épületet 2008-ban elbontották, a tábla a Balassa Bálint Múzeumba került. |
|     | Semmelweis Ignác emléktáblája                     | Semmelweis utca 2. Állítva 1982-ben, új tábla került a helyére 2016-ban.                                    |
|     | Az esztergomi török bég lakóháza                  | Pázmány Péter utca, Polusin-ház. Az épület felújítása után az emléktábla lekerült a falról.                 |
|     | Az északi kanonoksor építéséről                   | Szent István tér, északi kanonoksor. A tábla az épület 2008-as felújítása óta nincs a helyén.               |
|     | Székely Mihály emléktáblája                       | Esztergom-Kertváros vasútállomás bejáratánál                                                                |
|     | Az óvoda bővítésének és korszerűsítésének emlékre | Kiss János altábornagy u 1. Az épületet 2019-ben lebontották.                                               |